# Краснознаменское (Славский район)
Краснознаменское — посёлок в Славском районе Калининградской области. Входит в состав Большаковского сельского поселения.

## География
Посёлок Краснознаменское находится на левобережье реки Осы (бассейн Немонина), в 15,6 км по прямой к югу от города Славска. Населённый пункт примыкает с северо-востока к бывшему районному центру Большаково.

## История
До 1935 года носил название Клайн Гирратишкен.
В 1935 году властями гитлеровской Германии был переименован в Гронвальде в рамках кампании по упразднению в Восточной Пруссии топонимики прусско-литовского происхождения.
В 1946 году получил русское название Краснознаменское.

## Население
| 2002 | 2010 |
| ---- | ---- |
| 81   | ↘80  |